# 安德烈·米哈伊洛维奇·舒伊斯基
安德烈·米哈伊洛维奇·舒伊斯基（俄语：Шуйский, Андрей Михайлович Честокол，?—1543年）是一位莫斯科大公國王公和政治人物，也是王公米哈伊尔·瓦西里耶维奇的兒子，他還是沙皇瓦西里四世的祖父。安德烈·米哈伊洛维奇·舒伊斯基於1524年出任乌格拉总督。